# James Franciscus
James Franciscus est un acteur et producteur américain né le 31 janvier 1934 à Clayton (Missouri) et décédé le 8 juillet 1991 à Los Angeles (Californie).

## Biographie
D'abord surtout acteur de télévision, il est révélé par ses rôles dans des séries comme Naked City, Mr. Novak et Longstreet. Au cinéma, il joue des rôles principaux dans des films comme Youngblood Hawke, La Vallée de Gwangi, Le Secret de la planète des singes ou Le Chat à neuf queues. Sa carrière d'acteur décline dans les années 1980 et il se tourne alors vers la production et l'écriture de scénarios.
À la suite d'années d'intense consommation de tabac (il fumait quatre paquets de cigarettes par jour), James Franciscus développa de l'emphysème pulmonaire qui finit par lui être fatal le 8 juillet 1991.

## Filmographie

### comme acteur

#### de 1957 à 1969
- 1957 : Four Boys and a Gun : Johnny Doyle
- 1958 : The Mugger (en) : Eddie Baxter
- 1958 : Naked City (série télévisée) : détective James « Jimmy » Halloran
- 1959 : La Quatrième Dimension Saison 1 épisode 10 : lieutenant Mueller
- 1960 : I Passed for White (en) : Rick Leyton
- 1961 : Le Héros d'Iwo-Jima (The Outsider) de Delbert Mann : James B. Sorenson
- 1961 : The Investigators (it) (série télévisée) : Russ Andrews
- 1963 : Le Grand Retour (Miracle of the White Stallions), de Arthur Hiller : major Hoffman
- 1963 : Mr. Novak (en) (série télévisée) : John Novak
- 1964 : Youngblood Hawke : Youngblood Hawke
- 1966 : Combat ! : Harris
- 1968 : Ombre sur Elveron (Shadow Over Elveron) (téléfilm) : docteur Matthew Tregaskis
- 1968 : Snow Treasure : second lieutenant H. Kalasch
- 1969 : Make Love Not War ou The Great Sex War
- 1969 : Trial Run (en) (téléfilm) : Louis Coleman
- 1969 : La Vallée de Gwangi (The Valley of Gwangi) : Tuck Kirby
- 1969 : Les Naufragés de l'espace (Marooned) : Clayton Stone

#### de 1970 à 1978
- 1970 : Commando de la mort (Hell Boats) : lieutenant commandeur Jeffords de la Royal Naval Volunteer Reserve
- 1970 : Le Secret de la planète des singes (Beneath the Planet of the Apes) : lieutenant John C. Brent
- 1970 : Les esclaves de la nuit (téléfilm) : Clay Howard
- 1971 : Le Chat à neuf queues (Il gatto a nove code) : Carlo Giordani
- 1971 : Longstreet (téléfilm) : Mike Longstreet
- 1972 : Ghost Story (téléfilm) : Paul Dover
- 1973 : The 500 Pound Jerk (téléfilm) : Gil Davenport
- 1973 : Doc Elliot (en) (série télévisée) : Dr Benjamin Elliot
- 1973 : Jonathan Livingston le goéland (Jonathan Livingston Seagull) : Jonathan (voix)
- 1974 : Aloha Means Goodbye (téléfilm) : Dr Lawrence Maddox
- 1975 : Le Rêve brisé (en) (The Dream Makers) (téléfilm) : Sammy Stone
- 1975 : The Trial of Chaplain Jensen (téléfilm) : Chaplain Andrew Jensen
- 1976 : The Man Inside (téléfilm) : Rush
- 1976 : One of My Wives Is Missing (en) (téléfilm) : Daniel Corban
- 1976 : Hunter (téléfilm) : James Hunter
- 1976 : Les Dobermans reviennent (en) : Lucky
- 1977 : Hunter ("Hunter") (série télévisée) : James Hunter
- 1978 : Puzzle (téléfilm) : Harry Scott
- 1978 : L'Empire du Grec (The Greek Tycoon) de J. Lee Thompson : président James Cassidy
- 1978 : Le Commando des tigres noirs (Good Guys Wear Black) de Ted Post : Conrad Morgan
- 1978 : Secrets of Three Hungry Wives (en) (téléfilm) : Mark Powers
- 1978 : Le Pirate (en) (The Pirate) (téléfilm) : Dick Carriage

#### de 1979 à 1985
- 1979 : Concorde Affaire '79 : Moses Brody
- 1979 : Cité en feu (City on Fire) : Jimbo
- 1979 : L'Invasion des piranhas (Killer Fish) : Paul Diller
- 1980 : Le Jour de la fin du monde (When Time Ran Out...) : Bob Spangler
- 1980 : Nightkill : Steve Fuller
- 1981 : La Mort au large (L'Ultimo squalo) : Peter Benton
- 1981 : Jacqueline Bouvier Kennedy (en) (téléfilm) : John F. Kennedy
- 1982 : Butterfly : Moke Blue
- 1983 : Veliki transport (en) de Veljko Bulajić : major John Mason
- 1985 : Les Filles du KGB (Secret Weapons) (téléfilm) : Colonel Victor Khudenko

### comme producteur
- 1968 : Heidi (en) (TV)
- 1970 : Jane Eyre (TV)
- 1971 : Kidnapped
- 1973 : Le Poney rouge (The Red Pony) (TV)
- 1975 : A Girl Named Sooner (en) (TV)
- 1991 : 29th Street

## Distinctions

### Nominations
- Golden Globes 1965 :  Meilleur acteur dans une série télévisée pour Mr. Novak (en)
- Primetime Emmy Awards 1969 : Meilleure série télévisée dramatique pour Heidi (en) partagé avec Frederick H. Brogger

### Voix françaises
| - Marc de Georgi dans : - Le Secret de la planète des singes - Le Jour de la fin du monde - Bernard Murat dans : - Nuit de meurtre - Jacqueline Bouvier Kennedy (en) (téléfilm) - Philippe Ogouz dans : - Cité en feu - SOS Concorde | Et aussi - Jacques Thébault dans Ombre sur Elveron - William Sabatier dans Les Naufragés de l'espace - Michel Le Royer dans Le Chat à neuf queues - Dominique Paturel dans Ma femme a disparu - Marc Cassot dans Hunter - Jean Roche dans Le Commando des tigres noirs - Daniel Gall dans L'Empire du Grec - Jean-Claude Michel dans L'Invasion des piranhas - Patrick Poivey dans La Mort au large - Pierre Hatet dans Butterfly - Léo Ilial dans Les Filles du KGB |